# Université Kore d'Enna
L'université Kore d'Enna (Università Kore di Enna), aussi connue sous le sigle UKE, est la 4e université créée en Sicile, et l'unique université qui ne soit pas d'État dans le Mezzogiorno (Italie du Sud).

## Historique
Elle a été fondée en 1995 par un consortium de la province d'Enna, de la commune d'Enna où elle a son siège, de la région de Sicile et d'autres organismes.
En 1998, la province a donné au Consortium universitaire d'Enna (CEU selon le nom italien Consorzio Ennese Universitario) la Cité Universitaire d'Enna Bassa.
En 2005, le ministre italien de l'Université, Letizia Moratti, a reconnu l'UKE et l'a autorisée à délivrer des titres d'études ; aujourd'hui[Quand ?], l'UKE a environ 10 000 étudiants.
L'UKE a été visitée par des personnalités, parmi lesquelles, les Présidents de la République italienne Oscar Luigi Scalfaro et Carlo Azeglio Ciampi.
L'UKE a des relations internationales avec les universités de Malte, de Tunisie et d'autres États.
Le président de l'université, le professeur Cataldo Salerno, en est aussi le fondateur.